# هارلان برايس
هارلان برايس (بالإنجليزية: Harlan Price)‏ هو دراج أمريكي، ولد في 25 يناير 1976.